# Monkey Business (Margaret)
Monkey Business è il terzo album in studio della cantante polacca Margaret, pubblicato il 2 giugno 2017.

## Tracce
1. Monkey Business – 3:28
2. Blue Vibes – 3:12
3. What You Do – 3:04
4. Color of You (featuring Tape Machines) – 3:14
5. Super Human – 3:57
6. Over You – 3:14
7. Future Me Problem – 3:03
8. Glorious – 3:32
9. Cuz It's You – 3:42
10. Funky Song – 3:38

Tracce bonus Edizione deluxe
1. Nie chcę (featuring Marcin Januszkiewicz) – 3:17
2. Byle jak – 3:04